# Воронежцев, Юрий Иванович
Ю́рий Ива́нович Воро́нежцев (23 декабря 1955, Москва — 20 октября 2020, Гомель) — белорусский учёный, изобретатель, политик и общественный деятель. Депутат Верховного Совета СССР.

## Биография
Родился 23 декабря 1955 года в Москве в семье военного переводчика и врача. Детство провёл в ГДР. В 1973 году окончил с золотой медалью среднюю школу в Бресте, в 1978 году — физический факультет Белорусского государственного университета (Минск).
Работал в Институте механики металлополимерных систем (ИММС) Академии наук БССР, после окончания аспирантуры защитил кандидатскую диссертацию.
В 1989 году был выбран народным депутатом СССР от Гомеля. В Верховном Совете СССР работал членом комиссии по экологии, затем председателем подкомитета по экологическим проблемам промышленного комплекса СССР, ответственным секретарём Комиссии ВС СССР по рассмотрению причин аварии на Чернобыльской АЭС и оценке действий должностных лиц в послеаварийный период. Отвечал в Верховном Совете СССР за разработку Программы преодоления последствий Чернобыльской катастрофы и соответствующих законодательных актов. После путча 1991 года избран на должность заместителя председателя Совета Союза ВС СССР, которую занимал до распада СССР.
После распада СССР работал заведующим лабораторией в ИММС Национальной академии наук Белоруссии, исполнительным директором отделения белорусского отделения Фонда Сороса, политическим обозревателем в газете «Знамя юности», заместителем председателя правления Фонда им. Льва Сапеги, в других неправительственных организациях. Являлся одним из учредителей Белорусского Социально-экологического союза «Чернобыль» (с 1992 по 2001 его вице-президент), «Гражданских инициатив», «Правовой инициативы» и ещё нескольких белорусских НПО.
В 2000-е годы — организатор и активный участник избирательных кампаний (от местных до парламентской и президентской), в Белоруссии и ряде регионов Российской Федерации
Умер 20 октября 2020 года от онкологического заболевания.

## Общественная и политическая деятельность
Член Межрегиональной депутатской группы с момента её создания академиком Андреем Сахаровым. В августе 1991 во время путча ГКЧП года принимал участие в защите Белого дома в Москве.
В составе Оргкомитета движения «Ученые за безъядерную Беларусь» участвовал в организации протестов против строительства АЭС в Белоруссии. Член комиссии «Общественной экологической экспертизы проекта строительства атомной электростанции в Республике Беларусь», давшей отрицательное заключение о возможности этой стройки на территории республики.
Являлся автором законопроекта «Об экологической безопасности граждан».
Член Национального комитета Объединённой Гражданской партии Беларуси, в которой состоял с года её создания. С начала 2010 года — в движении «Говори правду!»
Неоднократно подвергался преследованиям белорусских спецслужб. В частности, 18 мая 2010 года сотрудники милиции провели обыск в его квартире, где изъяли три ноутбука, один из которых принадлежит его 10-летней дочери, компьютер сына, видеокамеру, мобильные телефоны, носители информации — диски, дискеты, флеш-карты и видеокассеты, книги и несколько тысяч долларов. 20 мая Воронежцев был допрошен в качестве свидетеля по уголовному делу
Член Белорусской ассоциации журналистов, автор нескольких сотен публикаций в белорусских и зарубежных изданиях.

## Научная и изобретательская деятельность
Кандидат технических наук. Тема диссертации «Разработка металлополимерных электретных материалов для герметизации изделий машиностроения».
В 1986 году удостоен звания лауреата Премии комсомола Белоруссии в области науки и техники. Автор более 30 изобретений, двух монографий и около 50 научных публикаций.
Наиболее важные изобретения:
- Авторское свидетельство СССР № 1225370 «Дозиметр гамма-излучения».
- Авторское свидетельство СССР № 1225371 «Способ определения поглощенной дозы гамма-излучения»

## Семья
Женат, двое детей: сын (1982), дочь (1999 г.).

## Публикации
- «Электрические и магнитные поля в технологии полимерных композитов», Минск, «Наука и техника», 1990 г., 263 стр.
- «Полевые избирательные технологии: теория и практика в применении к белорусской реальности», Тарту, «Мартида», 2004 г. 64 стр.
- «Роль региональных структур гражданского общества в усилении проевропейских установок». Сборник "Беларусь и «большая Европа», стр.327-343, 2007 г., НИСЭПИ, Новосибирск, «Водолей», 439 стр.
- Некомпенсированные риски белорусской АЭС. В сборнике: Материалы конференции «Научные и гуманитарные инициативы в поддержку ликвидаторов и жертв Чернобыльской катастрофы». Вильнюс, 2008 г.
- Nicht nur Tschernobyl belastet die Umvelt. // «Wostok». Koln. 1994. Marz-April. s.56-61.
- Letter from Belarus. NGOs report climate of fear, government repression. // Surviving Together. Washington, 1997. vol.15, issue 4. P.54.
- Soros Foundation in Gomel. What are the prospects? // Public relations bulletin «Chernobyl Region». 1997. p. 7.
- Роль «третьего сектора» в формировании гражданского общества. // В сборнике "Гражданское общество. Гомель. 1997. с. 10-14.
- Проведение эффективных кампаний по защите своих интересов. Методы убеждений и пропаганды. // Лидерство в общественных объединениях. Гомель. 1998, с. 5-10.
- Один день с сержантом Чарли. // «Навіны» .1998. № 111.
- Окружающая среда и права человека. // Информационный экологический бюллетень «Зеленый путь» . Гомель. 1998. № 1, с.3-5, 1999, № 2, с 3-4.
- Местные власти — взаимоотношения с гражданами и их организациями в демократических странах. // Сборник «Партнерство». Гомель. 1999, с 8-12.
- АЭС — фабрика по производству радиоактивных отходов. Народная воля. 08.05.09
- Чем будут топить «атомную печку»? Народная воля. 03.02.09
- Нужна ли нам атомная станция? Народная воля. 17.04.08
- Нужен ли нам мирный атом? Товарищ. 13.03. 08
- Да вот кто ж ему даст… Народная воля .17.10.07
- Проект Закона «Об экологической безопасности граждан». // «Набат».1992. № 27.